# Patriots Liberec
Patriots Liberec je liberecký baseballový a softballový sportovní klub. Klub byl založen až v roce 2005, ale navazuje na starší kluby jako BSC Liberec a Bongo Liberec. Klub je od roku 2016 registrován jako zapsaný spolek. Muži v roce 2008 porazili v baráži Olympii Blansko a pro rok 2009 si zajistili extraligovou příslušnost. 
Po odchodu hlavního sponzora měl klub existenční problémy, ale především díky nadšení hráče a trenéra Jana Drábka byl klub zachráněn, přihlášen do oblastních soutěží a staví na svých odchovancích v mládežnických kategoriích.

## Historie

### Nový začátek
Klub Patriots Liberec vznikl na podzim roku 2005 na „základech“ BSC Liberec (baseball a softball club). Díky silnému sponzorovi bylo v roce 2005 postaveno zbrusu nové hřiště na baseball a softball jako součást areálu Sport parku Liberec. Zároveň byla odkoupena licence na 1. ligu pro nově vzniklý tým mužů. Ten byl složen z hráčů, kteří hráli za dřívější liberecké týmy a z hráčů s extraligovými a reprezentačními zkušenostmi (kluby SB Rýchory a Tempo Praha).
V sezónách 2006 až 2008 hraje tým mužů v popředí 1. ligy a v roce 2008 si díky úspěšné baráži proti týmu Olympie Blansko vybojuje právo hrát v nadcházející sezóně Extraligu! Ten samý rok v poháru ČBA Patrioti postoupili přes extraligové týmy Krče a Blanska do Final Four. Tam jsme již nestačili na tři brněnské celky.
V roce 2007 začínají své soutěže hrát i mládežnické kategorie. Soutěže hrají i muži a ženy v softballu.

### 2009 – Extraligová sezóna
V této sezóně hráli Patrioti Extraligu. V konkurenci týmů, hrajících Extraligu pravidelně se jen těžko prosazovali. Ale ostudu 7. místem rozhodně neudělali - bilance 10 vítězství a 25 proher. Bohužel v baráži o Extraligu nestačili na ambiciózní tým Kotlářky Praha.
V tomto roce prošel klub dílčí krizí způsobenou hlavně nedostatkem peněz od sponzorů na základní provoz klubu. Sezónu jsme dohráli a na podzim došlo k výměně vedení a baseball v Liberci pokračoval.

### 2010 – nový restart
V této sezóně hráli Patrioti Severočeský přebor a i prolínací soutěž týmů s názvem Interliga. Mužstvo pro soutěže bylo složeno z různých věkových kategorií (14–35 let) od kadetů přes juniory až po muže. Soutěže v přeboru odehrály i mládežnické týmy mladších kadetů, žáků a T-ballistů. V tomto roce prošel klub Patriots stabilizací a pomalu se rozšiřovala hráčská základna, hlavně od nejmladších kategorií. 
Tým mužů hrál v letech 2010–2015 Severočeský přebor, v letech 2016–2017 po spojení s B-týmem Eagles Praha pak znovu 1. ligu.
Do sezóny 2016 byl poprvé přihlášen tým juniorů (kategorie U18) a v české části Extraligy hráli zápasy proti silnějším pražským týmům. Jako jedinému klubu mimo baseballových bašt (Praha, Brno, Ostrava, Třebíč) se klubu, byť s obtížemi, dařilo tuto kategorii na rozumné úrovni udržet šest sezon v řadě. Hráče ve věku 15+ už je dost složité "držet" u sportu, který dělají třeba od svých 10 let...
Od roku 2016 byl klub v rámci reorganizace soutěží ČBA zařazen do regionu Severovýchod.

### 2022 – nové vedení klubu
Klub po dlouhých letech působení v Liberci opustil předseda Honza Drábek. Od jara 2022 vede Patrioty dlouholetý člen Vít Hovorka, který baseball sám stále aktivně hraje. Nové klubové vedení se snaží o další vzestup Patriotů a při náborech a rozšiřování hráčské základny v silně konkurenčním prostředí cílí na hráče již od 5 let věku.

## Účast v soutěžích – baseball muži
- 2006 – ČML 4. místo (12 účastníků)
- 2007 – ČML 1. místo (12 účastníků)
- 2008 – ČML 1. místo (12 účastníků)
- 2009 – Extraliga 7. místo (8 účastníků)
- 2010 – 2015 Severočeský přebor
- 2016 – 2017 1. liga
- 2018 – doposud přebor regionu SV